# Palazzo Imperiali-Filotico
Il palazzo Imperiali-Filotico, costruito a Manduria dai principi Imperiali di Francavilla dopo il 1717, passato al ramo Imperiali di Latiano e infine ai Filotico nel 1827, è uno dei più vasti palazzi feudali del Salento.
Davide Imperiale (1540-1612), patrizio di antica famiglia genovese, al comando di 5 galee partecipò alla battaglia di Lepanto, vinta dall'Occidente cristiano contro i Turchi. Come ricompensa per il suo comportamento eroico, ottenne nel 1572 da Filippo II, re di Spagna, il vasto feudo di Oria, Francavilla e Casalnuovo (Manduria) in Terra d'Otranto. La famiglia Imperiali creò in breve tempo una vera e propria corte nel principato di Francavilla, grazie anche al trasferimento, al seguito, di numerose altre famiglie genovesi. L'imponente programma di sviluppo e modernizzazione del feudo, che divenne uno dei più floridi del Regno di Napoli anche grazie alle rendite derivanti dalle saline sulla costa, fu caratterizzato da un consistente numero di interventi architettonici di rilievo.
Sui ruderi del castello medievale don Michele III Imperiali, principe di Francavilla e signore di Casalnuovo (come si chiamò Manduria dal medioevo fino al 1789), commissionò una nuova residenza feudale nel 1717, (così come riportato dall'iscrizione sul portale di accesso al piano nobile «Michael Imperialis A.D. MDCCXVII»), costruita poi a partire dal 1719, come elemento fondamentale di un importante piano di rinnovamento urbanistico della città secondo criteri squisitamente barocchi, perseguito mediante la creazione di nuovi assi prospettici rivolti a occidente, verso l'esterno della cinta muraria antica.
Il palazzo si articola secondo lo schema classico della dimora urbana, a pianta quadrata e isolato sui quattro lati, con grande atrio centrale collegato, attraverso le scuderie, alla strada retrostante. Per lo stile severo ed austero, risultano evidenti le caratteristiche di unicità nel panorama del tardo barocco salentino, dal quale esso si discosta decisamente; interessanti appaiono, invece, le analogie con esempi tardomanieristici romani a cavallo tra XVII e XVIII secolo. L'unica concessione al gusto rococò del tempo è costituita dalla lunga balconata in ferro lavorato "a petto d'oca", motivo ispirato al palazzo ducale di Martina Franca. Sugli spigoli della facciata principale, gli enormi cartigli araldici con le armi di Michele Imperiali e della consorte Irene Delfina di Simiana. E' probabile che la costruzione del palazzo sia stata decisa in concomitanza delle nozze del loro figlio Andrea, che sposò proprio nel 1717 Anna Caracciolo della Torella.
Dal maestoso portale fiancheggiato da due colonne di ordine toscano, si accede all'androne, proseguendo si giunge all'atrio. Sul fondo, il portale di accesso alle scuderie, poste sul lato orientale del palazzo. Di rilievo è la monumentale scalinata a doppia rampa, aperta sull'atrio secondo una tipologia che all'epoca ebbe grande diffusione soprattutto a Napoli.
Dal portale d'ingresso posto alla sommità della scala, si accede direttamente al salone principale (m 17,8 x 9), da cui hanno origine sia l'infilata degli ambienti del piano nobile, che le scale che conducono agli appartamenti del secondo piano.
Nell’angolo di nord-est del palazzo, corrispondente all’attuale piazza Commestibili, sono ancora visibili le arcate (oggi chiuse) corrispondenti all’antico Sedile, utilizzato dall’Universitas cittadina su concessione del feudatario, per l’esercizio di alcune attività di carattere pubblico. 
L'autore del progetto del palazzo è tuttora ignoto, e va ricercato con ogni probabilità nella cerchia degli architetti romani che lavorarono per il cardinale Giuseppe Renato Imperiali, all'epoca responsabile di numerose committenze nello stato pontificio. È invece accertato, in base a un documento dell'epoca, il ruolo di direttore dei lavori di Mauro Manieri, architetto leccese, impegnato in uno dei suoi primi incarichi di rilievo. 
Nella tradizione popolare, il palazzo è detto "delle 99 stanze": si narra che per volontà del Sovrano fosse vietato, per gli edifici feudali, il superamento di tale consistenza. Effettivamente il conteggio risulta verosimile, ma si tratta probabilmente di un caso: il complesso, in base al progetto, avrebbe dovuto superare il numero di 120 vani, ma la costruzione dell'ala sud-est fu interrotta nel 1738, per la morte di Michele III Imperiali. Erede universale fu il nipote Michele IV, sposato con Eleonora Borghese. 
Il disegno dello scalone e del portale principale del palazzo, certamente ricostruiti dopo il terremoto di Terra d'Otranto del 1743 su nuovo progetto presentano motivi riconducibili, con ogni probabilità, all'opera di Luigi Vanvitelli. Il celebre architetto, padre dell'architettura neoclassica e autore del progetto della Reggia di Caserta, era stato presentato al Re proprio da Michele IV Imperiali: egli stesso in una lettera del 1752 fa riferimento al disegno di una scala realizzato per il Principe di Francavilla, auspicando che la realizzazione possa garantirgli grande credito presso il Sovrano Carlo di Borbone. 
Michele IV dopo il 1755 trascorse la sua vita a Napoli, dove morì nel 1782 senza lasciare discendenza. L'edificio, di fatto mai ultimato e probabilmente mai utilizzato dalla famiglia dei feudatari (che risiedevano nel castello di Francavilla), passò per alcuni anni al Regio Fisco, fu occupato dall'esercito francese nel 1806, infine fu riacquistato da Vincenzo Imperiali marchese di Latiano e nuovo principe di Francavilla in burgensatico, sposato con Maria Antonia Cattaneo dei principi di San Nicandro. Nel 1817 il loro figlio ultimogenito Federico ereditò il palazzo che infine, il 18 agosto 1827, fu acquistato dai Filotico.
La famiglia Filotico, di chiara origine greca è riportata sul "Librone magno delle famiglie manduriane" dalla metà del '500 col capostipite Giulio nel "ceto civile" (un'altra famiglia omonima, ma non imparentata, fu originata nel ceto popolare da un Ottavio, giunto a Manduria nel '600). L'ascesa della famiglia nel panorama cittadino era avvenuta secondo le tipiche dinamiche dell'epoca: al tramonto del sistema feudale, definitivamente sancito all'arrivo dei Francesi nel Regno, il potere passava nelle mani delle più importanti famiglie locali.  Una sorta di nuova aristocrazia terriera, la cosiddetta "distinta civiltà" cittadina, composta da quelle famiglie del ceto patrizio che vivevano more nobilium godendo di nobiltà di toga, derivante dal vivere di rendita avendo già conseguito lauree e incarichi di nomina regia. Alla fine del '700, i discendenti di Giulio Filotico erano il Magnifico Leonardo, doctor in utroque iure, che in città ricopriva la carica di "giudice ai contratti" e il fratello Vincenzo, proprietario terriero e membro del decurionato cittadino  che fu pittore di una certa fama, formatosi a Roma e Napoli (sue tele si conservano nelle principali chiese cittadine, nei centri vicini e in collezioni private). A cavallo dei due secoli la famiglia risiedeva tra Manduria (nel proprio palazzo, ubicato nel Borgo di Porta Grande, in una traversa dell'attuale Corso XX Settembre) e Portici: Vincenzo Filotico, che ebbe anche intensi rapporti economici con gli Imperiali a Napoli, acquistava (assieme al nipote Raffaele, avvocato) il principesco palazzo, disabitato e "in parte diruto", privo di arredi e suppellettili, insieme a parte dei possedimenti terrieri ex feudali.
I Filotico nei decenni successivi completarono e arredarono il palazzo (che ospitava la quadreria di scuola napoletana e romana raccolta a fine '700 dall'antenato pittore), realizzando le decorazioni interne secondo uno stile improntato all'austerità delle sue linee architettoniche. Sempre alla stessa epoca risale la costruzione, sulla facciata nord dell'atrio, dell'ampio loggiato poggiante su arcate, con funzione di collegamento tra lo scalone e l'ala di nord-est. La parte mediana dell'androne al piano terra (che originariamente aveva dimensioni identiche a quelle del soprastante salone d'onore, con due pilastri nel mezzo) fu ridotta in larghezza per creare locali chiusi, sui due lati. L'altissima copertura del salone d'onore, danneggiata secondo alcune fonti già dal terremoto di Terra d'Otranto del 1743, ma di certo ancora presente nel 1804, fu smantellata nella prima metà del secolo XIX, a seguito dei danni causati da una tromba d'aria. Da allora l'ambiente, assai suggestivo, è denominato "salone scoperto". 
Le vicende della famiglia a metà '800 si svolgevano tra Manduria, Napoli e Resina (Ercolano). In quel periodo nel palazzo manduriano dimorò la letterata Virginia Pulli (figlia del celebre chimico Pietro, direttore delle Reali Polveriere), moglie dell'architetto Leonardo Filotico: la loro casa napoletana divenne un vivace salotto letterario dove si riunivano patrioti, artisti e intellettuali di idee mazziniane. In quel periodo la famiglia si legava stabilmente agli ambienti dell'aristocrazia illuminata della Capitale: Ernesto Filotico sposò la nobile Amalia Cassola, figlia dello scienziato Filippo, duramente perseguitato dai Borboni a causa delle sue idee liberali. Dopo la morte di Virginia, Leonardo fu sindaco di Ercolano, il primo dopo l'epoca risorgimentale: a lui si deve la costruzione, nel 1861, del primo monumento in Italia celebrativo dell'avvenuta unità, nonché l'edificazione della villa-palazzo che ancora porta il nome della famiglia, sorta sul cosiddetto "Miglio d'Oro" delle ville vesuviane, esattamente davanti all'ingresso degli scavi archeologici. 
Verso la fine del secolo i due rami della famiglia Filotico si separarono: Pietro, celebre avvocato penalista e deputato alla Provincia Napoletana, rimase nella ex Capitale; Salvatore, che si occupava delle proprità terriere, restò a Manduria dove sposò Maria Schiavoni Carissimo. I vari membri della famiglia contrassero tra '800 e '900 matrimoni con altre illustri casate tra cui Maggi Primicerj (baroni di Paretalto) Pasanisi Gaetani, Foresio (Taranto), Dattilo (marchesi di S. Caterina, Cosenza), Clavica (Francavilla), Mongiò (Galatina), Pila (conti Palatini, Spoleto), Claudi de Saint Mihiel (Napoli).
Il palazzo è residenza dei Filotico da ormai da due secoli e nove generazioni; tuttavia alcuni locali esterni del piano terra non appartengono più alla famiglia a seguito ad una divisione tra eredi nel dopoguerra: ospitano oggi attività commerciali, negozi, e la filiale di un istituto bancario. 
Sottoposto a vincolo di tutela come "immobile di rilevante interesse storico-artistico" fin dal 1917, e denominato ufficialmente "palazzo Imperiali-Filotico" nel decreto emesso nel 1986 dal ministero dei Beni Culturali ai sensi della L.1089/1939, è iscritto all'ADSI - Associazione Dimore Storiche Italiane - sezione Puglia.
Di recente (2015) il portale d'accesso, l'androne e lo scalone monumentale sono stati sottoposti ad un intervento di restauro conservativo.